# A Northern Chorus
A Northern Chorus fue una banda canadiense de Hamilton, Ontario.

## Biografía
La banda se formó en 1999 tras la desintegración de Stu Livingstone y la anterior banda de Pete Hall, Datura Sueño Defered. Han publicado cuatro álbum en la etiqueta de Sonic Unyon, antes de que la banda se separara. La banda ha realizado giras a nivel nacional en Canadá y a nivel internacional en los Estados Unidos varias veces. 
La banda anunció el fin de su carrera en mayo de 2008 con dos conciertos finales programadas el 27 de junio (Horseshoe Tavern, Toronto) y el 28 de junio (Hamilton), 2008. 
En agosto de 2011, la banda se reunió para hacer dos shows en Toronto y Hamilton. En junio de 2014, se reunieron una vez más para hacer un show en Hamilton.

## Miembros
- Stu Livingstone (guitarra, voz principal)
- Pete Hall (guitarra, voz)
- Alex McMaster (giolinchelo, voz)
- Owen Davies (bajo)
- Craig Halliday (instrumentos de percusión)
- Graham Walsh (piano, órgano)
- Erin Aurich (violín)
- Ben Bowen (instrumentos de viento)

## Discografía

### Álbum
- Before We All Go to Pieces (2001)
- Spirit Flags (20 de mayo de 2003)
- Bitter Hands Resign (3 de mayo de 2005)
- The Millions Too Many (20 de marzo de 2007)